# Theater im Marienbad

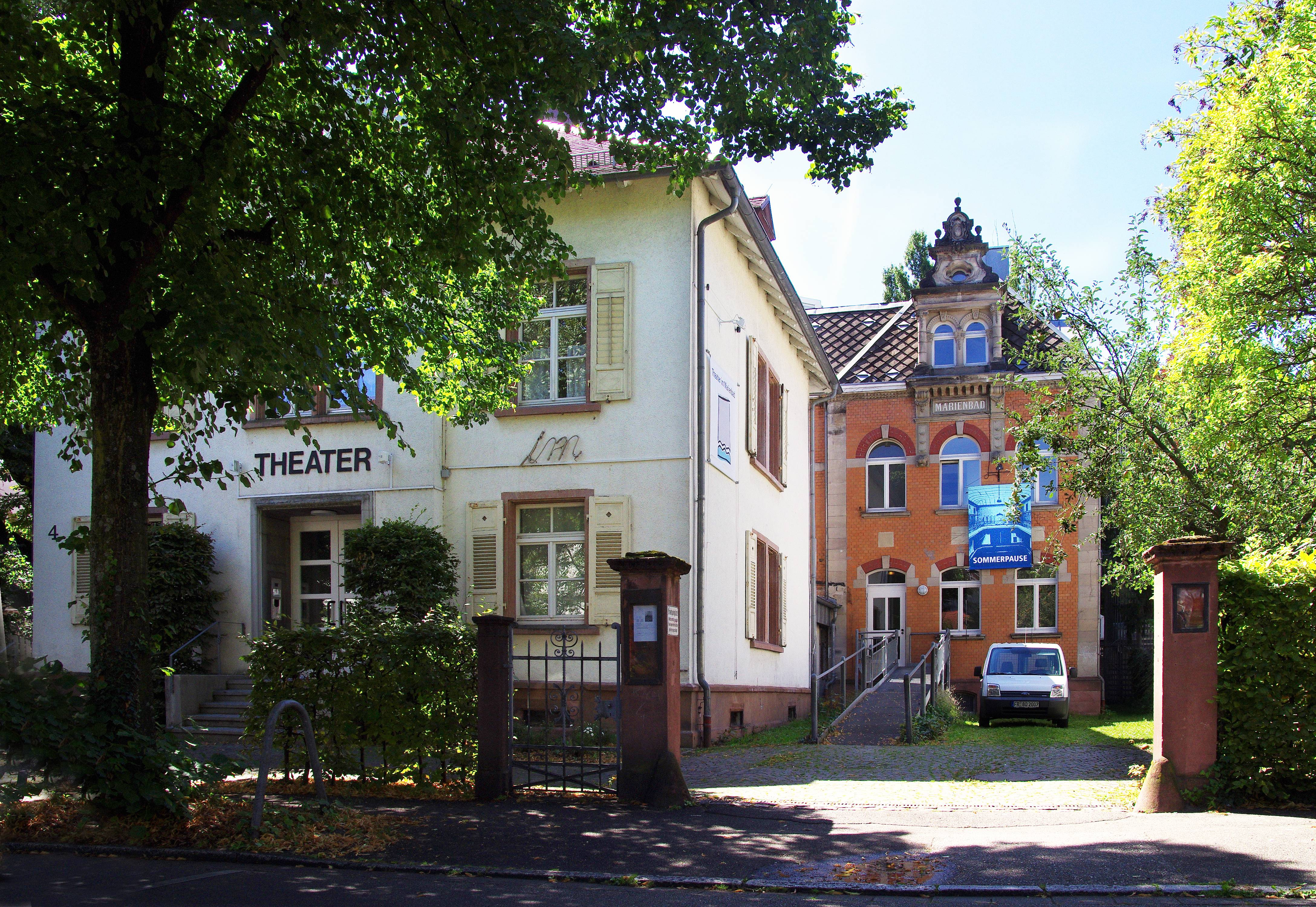

Das Theater im Marienbad (kurz TiM) ist eine programmatisch vielseitig genutzte Theaterspielstätte im ehemaligen Freiburger Stadtbad Marienbad. Sie wird seit 1989 durch das Freiburger Kinder und Jugendtheater durchgängig bespielt. Der große Saal (Szenenraum genannt) bietet je nach Bühnenaufbau bis zu 120 Zuschauern, das Kesselhaus bis zu 60 Zuschauern Platz.
Der Freiburger Kinder- und Jugendtheater e. V. ist ein eigenständig arbeitendes Ensembletheater mit aktuell fünf fest angestellten Schauspielern und insgesamt 15 fest angestellten Personen. Ergänzung erfährt das Team durch Gastdarsteller, -regisseure und -ausstatter. Neben dem Spielplan, der sowohl zu morgendlichen Schul- als auch zu Abendvorstellungen gespielt wird, liegt der Schwerpunkt des Hauses auf der Theaterpädagogik. Zielgruppen der hauseigenen Inszenierungen, die vom intimen Erzähltheater bis zu großen Ensemblestücken reicht, sind neben Kindern und Jugendlichen auch Erwachsene. In der Theaterpädagogik werden sowohl die Stücke und Lesungen mit Schülern und Vorschülern vor- und nachbereitet als auch Weiterbildungen für (angehende) Lehrer im Bereich Theater und Schule angeboten. Das eigene Programm des Hauses wird regelmäßig durch Kooperationen mit regionalen und überregionalen Institutionen erweitert. Lesungen und Gastspiele nationaler und internationaler Gäste ergänzen den Spielplan thematisch und setzen inhaltliche Kommentare. Das Freiburger Kinder- und Jugendtheater ist Mitveranstalter des alle zwei Jahre stattfindenden Freiburger Festival.

## Geschichte als Schwimmbad
Das historische Gebäude Marienbad wurde 1902 von einem Privatmann namens Thoma nach einem Entwurf des Freiburger Architekten Joseph Ruh als Jugendstilgebäude erbaut. Im Bad wurde ein breites Programm angeboten, das von Schwimmunterricht und Wassergymnastik bis hin zu medizinischen Bädern, Dampfbädern und Massagesalons reichte. Die nötige Wärme wurde über einen Kohleofen erzeugt, der zudem die Nachbarschaft mit Strom versorgte. Die für die Bäder dieser Zeit übliche, strikte Geschlechtertrennung, die beispielsweise im Freiburger Lorettobad räumlich umgesetzt war, wurde über die Badezeiten geregelt. Es standen in den 1920er Jahren nur zwei Vormittage und ein Nachmittag für Frauen zur Verfügung, die restlichen Zeiten waren für Männer reserviert.
Rentabel konnte das Bad nicht geführt werden, so wurde es 1924 von der Stadt Freiburg übernommen, nachdem es zuvor bereits stark von der Stadt subventioniert worden war. 1938 wurde das Marienbad um die Große Halle erweitert und erhielt ein zweites, größeres Becken. Diese Große Halle dient seit 1997 mit ihren knapp 400 m² Fläche und einer umlaufenden Galerie heute dem Kunstverein Freiburg als Sitz und Ausstellungshalle. Das kleinere Becken wurde während des Zweiten Weltkriegs überwiegend von Soldaten genutzt. Das Bad wurde Anfang der 1970er Jahre geschlossen und diente danach einer Theatertruppe als Spielstätte. Auf Grund von Protesten wurde 1984 nochmals der Badebetrieb aufgenommen und im folgenden Jahr wieder eingestellt. Seit 1989 wird es endgültig als Theater genutzt. Große Teile des Gebäudes stehen unter Denkmalschutz und werden während des laufenden Spielbetriebs gepflegt und in Stand gehalten.

## Geschichte als Theater
Der erste Leiter des Freiburger Kinder- und Jugendtheaters war Dieter Kümmel, der 1978 eine neue Schauspielgruppe gründete, nachdem er zuvor am Freiburger Wallgraben-Theater tätig gewesen war.
Seit der Spielzeit 2002/2003 wird als zweite Bühne das ehemalige Kesselhaus (Kohleofenkeller) genutzt.
Im Dezember 2006 wurde Der Verein der Freunde und Förderer des Theater im Marienbad gegründet, um den jahrelangen Freunden und Fördern des Hauses eine dauerhafte und strukturierte Unterstützungsmöglichkeit zu bieten und der die kulturelle Arbeit des Theaters unterstützt, seine Bildungsarbeit fördert und sein pädagogisches Schaffen nach außen sichtbar macht.
2008 verstarb Dieter Kümmel nach langen Jahren an Krebs, die Leitung übernahm Schauspieler Hubertus Fehrenbacher.
Seit 2017 wird das Haus von der Dramaturgin und künstlerischen Leiterin Sonja Karadza und dem kaufmännischen Leiter Alexander Lepach angeführt.